# صموئيل هايز
صموئيل هايز (بالإنجليزية: Samuel Hayes) هو سياسي أمريكي، ولد في 1641 في مقاطعة هارتفورد في الولايات المتحدة، وتوفي في 7 أبريل 1712 في نوروولك في الولايات المتحدة. انتخب عضو مجلس نواب كونيتيكت.